# Gil Sharone

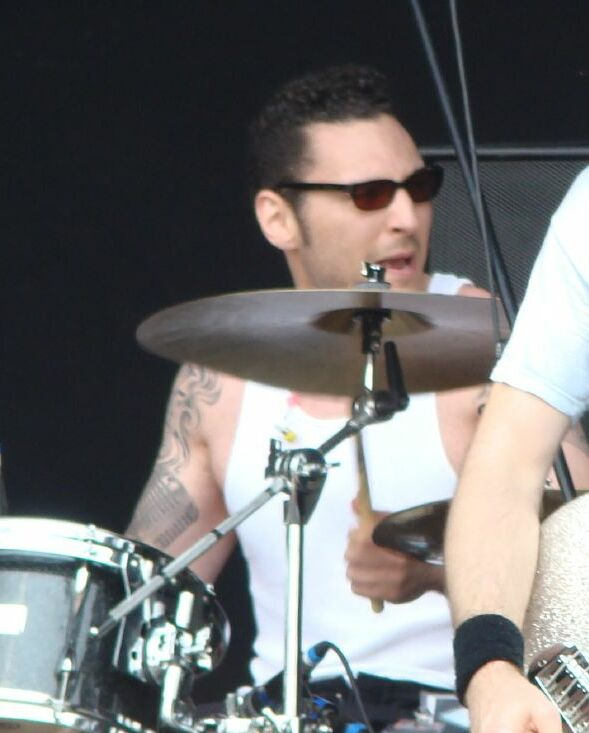
Gil Sharone, 2008

Gil Sharone (* 2. Juni 1978) ist der Schlagzeuger der Band Stolen Babies, ehemals bei The Dillinger Escape Plan und Marilyn Manson. Sein Zwillingsbruder ist Rani Sharone, ebenfalls Mitglied der Stolen Babies.

## Musikalischer Werdegang
Gil Sharone war auch kurzzeitiger Ersatz für Travis Barker, bei der zweiten Tour von dessen Band +44 durch Europa, da sich Barker beim Videodreh für When Your Heart Stops Beating den Arm gebrochen hatte. Sharone lernte die gesamte Setlist auf dem Flug von Amerika nach Europa. Er spielte die Tour auf dem Drumset von Travis Barker. Er spielt, wie Barker, auf Orange County Drums and Percussion.
Sharone nahm die Schlagzeugspuren auf dem dritten Dillinger-Escape-Plan-Album Ire Works auf und schloss sich der Band für deren gesamte Tour 2008 an, auf der die Stolen Babies mittourten, bei deren Auftritten er ebenfalls Schlagzeug spielte. Außerdem spielte er auf dem Album V is for Vagina des Soloprojektes von Tool- und A-Perfect-Circle-Sänger Maynard James Keenan Schlagzeug.
Januar 2009 wurde bekannt gegeben, dass sich Sharone von The Dillinger Escape Plan getrennt hat, um sich besser den Stolen Babies und anderen Projekten, wie seiner DVD Wicked Beats, welche sich mit den Schlagzeugstilen von Ska, Rocksteady und Reggae befasst, widmen zu können.

## Sonstiges
Sharone spielte den jungen Alex in der TV-Serie Full House.